# Bârnova
Bârnova es una comuna ubicada en el distrito de Iași, Rumania.

## Superficie
Cuenta con una superficie de 40,17 kilómetros cuadrados.

## Demografía
Hasta 2021 la población era de 7913 habitantes, con una densidad de población de 197,0 habitantes por kilómetro cuadrado.